# Лелявський Микола Семенович
Лелявський Микола Семенович (1853 — 22 лютого 1905, Санкт-Петербург) — вчений-гідротехнік, винайшов прилад для визначення швидкості течії та напрямки струменів.

## Біографія
Народився в 1853 році. 
1875 року закінчив Петербурзький інститут інженерів шляхів, працював у комісії по вивченню й опису судноплавних річок Росії. 
Під керівництвом Лелявського в 1875—1884 роках виконано значні дослідні і виправні роботи з метою забезпечення умов судноплавства в нижній течії Прип'яті і по поліпшенню судноплавної дороги по Дніпру. Розробив оригінальну систему регулювання русел струмененапрямними регуляційними спорудами, що отримала високу оцінку на Міжнародному судноплавному конгресі в Гаазі в 1894 році.
З 1894 року — начальник Катеринославського відділення Київського округу шляхів, з 1898 року — начальник цього округу.

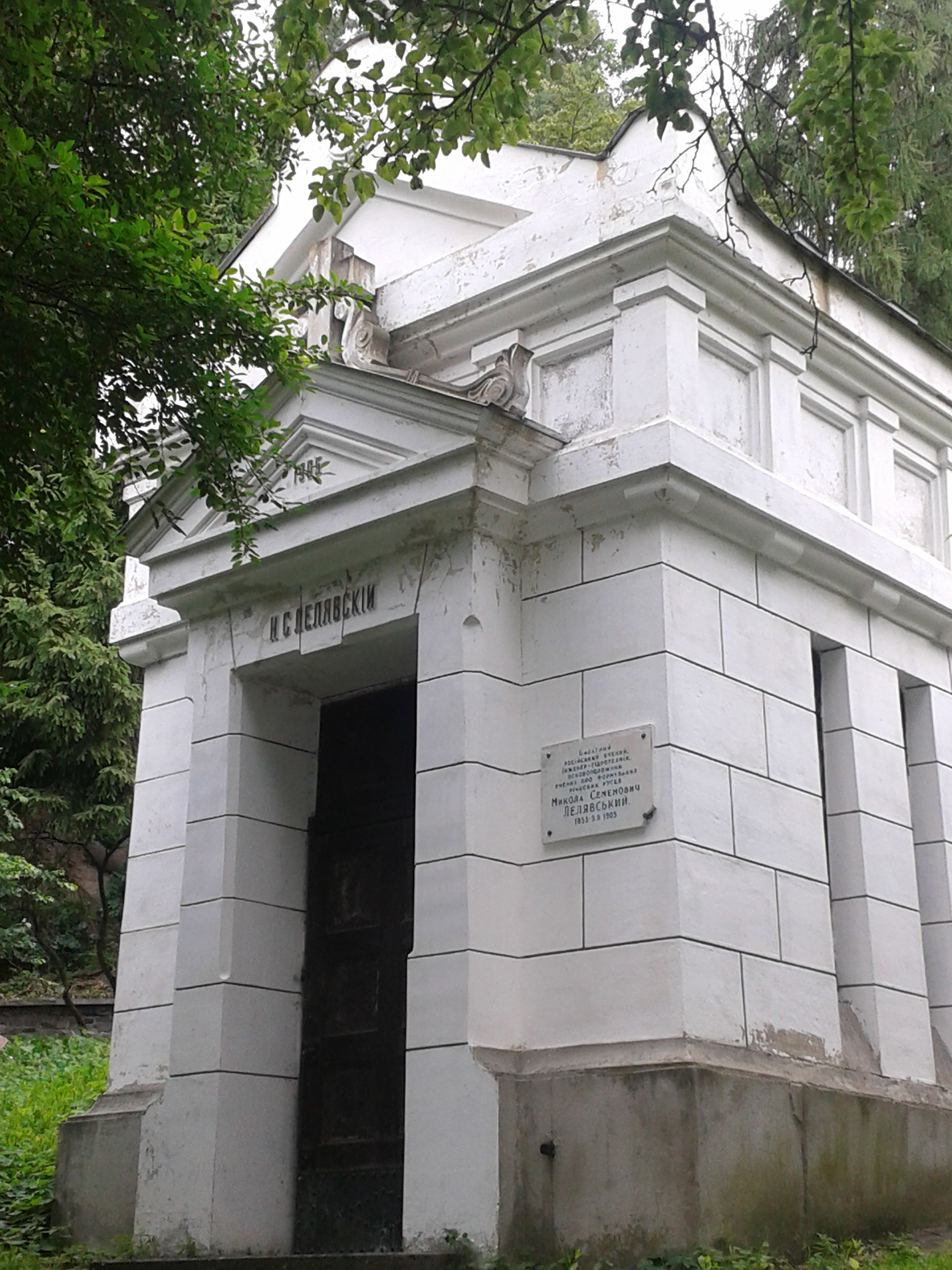
Склеп Лелявського

Помер 18 лютого (3 березня) 1905 року у Санкт-Петербургі. 
Був похований в Києві у склепі на некрополі Видубицького монастиря. Над входом напис: «1905», а нижче: «Н. С. Лелявский», збоку біля дверей таблиця радянського періоду з написом: 

«Видатний російський учений інженер-гідротехнік, основоположник учення про формування річкових русел Микола Семенович Лелявський 1853 — 9 ІІ 1905»

Нині склеп використовується як господарська будівля.

## Наукова діяльність
Вивчав структуру водного потоку і запропонував нову схему внутрішніх течій, розвинену згодом радянськими гідрологами. Винайшов прилад (підводний флюгер) для визначення швидкості течії та напрямки струменів.
Основні праці — з питань руслової гідротехніки, зокрема:
- «О речных течениях и формировании речного русла», в книзі: «Вопросы гидротехники свободных рек», М., 1948;
- «Об исследованиях передвижения песчаных кос у г. Александровска», там же;
- «Об углублении наших больших рек», там же.